# Нара Клуб
«Нара Клуб» (яп. 奈良クラブ Нара Курабу, англ. Nara Club) — японский футбольный клуб из города Нара и одноимённой префектуры. Играет в Джей-лиге 3, третьем дивизионе в системе лиг Японии.

## История
Клуб был основан в Наре в 1991 году под названием «Клуб Тонан» (都南クラブ, Тонан Курабу) и стал членом Футбольной ассоциации Нары. В 1997 году клуб поднялся в высший дивизион префектуры.
В 2008 году клуб получил нынешнее название, а в 2009 году был переведен в региональную лигу. В 2014 году они выиграли лигу префектуры Нара, получив повышение в Японскую футбольную лигу, четвертый по уровню дивизион Японии для полупрофессиональных команд, где они играли с 2015 по 2022 год.
5 ноября 2022 года Нара впервые в своей истории была переведена в Джей-лигу 3 после победы над «Веертин Миэ» со счётом 1:0, подтвердив своё повышение за несколько туров до конца сезона. Клуб из Нары получил повышение после восьми сезонов в Японской футбольной лиге. 15 дней спустя, в том же месяце, Нара завоевала свой первый титул после ничьей 1:1 с «Сони Сэндай» в последнем раунде соревнований. Разница в десять мячей перед «Осакой» стала определяющим фактором, который принес Наре чемпионский титул.
«Нара Клуб» стал первой профессиональной командой из своей префектуры.

## Стадион
Играет на стадионе Рото Филд Нара, вмещающем 30 600 зрителей.